# Độ dốc của luồng
Độ dốc của luồng là cấp được đo bằng tỷ lệ giảm độ cao của luồng trên một đơn vị khoảng cách ngang, thường được biểu thị bằng đơn vị mét trên km hoặc feet trên dặm.

## Thủy văn và địa chất
Độ dốc cao biểu thị độ dốc cao và dòng nước chảy nhanh (nghĩa là khả năng xói mòn nhiều hơn); trong khi độ dốc thấp biểu thị một lòng suối gần bằng mực nước hơn và nước chảy chậm, có thể chỉ mang theo một lượng nhỏ trầm tích rất mịn. Các luồng dốc cao có xu hướng ở các thung lũng hình chữ V dốc, hẹp và được gọi là các suối trẻ. Các luồng có độ dốc thấp có các thung lũng rộng hơn và ít gồ ghề hơn, với xu hướng dòng chảy uốn khúc. Trong một chừng mực nào đó, nhiều con sông liên quan đến việc san phẳng độ dốc của dòng sông khi tiếp cận bến cuối ở mực nước biển.

## Xói mòn
Một dòng chảy trên một khu vực dễ bị xói rửa bề mặt sẽ có xu hướng có dốc gần nguồn của nó, và một dốc thấp gần bằng không khi nó đạt đến nó mức độ cơ bản. Tất nhiên, một khu vữcc nền đồng nhất sẽ rất hiếm trong tự nhiên; các lớp đá cứng dọc đường có thể tạo ra một mức cơ sở tạm thời, tiếp theo là độ dốc cao hoặc thậm chí là thác nước, vì các vật liệu mềm hơn gặp phải dưới lớp cứng.
Đập nhân tạo, băng hà, thay đổi mực nước biển và nhiều yếu tố khác cũng có thể thay đổi mô hình độ dốc "bình thường" hoặc tự nhiên.

## Bản đồ địa hình
Trên bản đồ địa hình, độ dốc của luồng có thể dễ dàng xấp xỉ nếu tỷ lệ của bản đồ và các đường đồng mức được biết đến. Các đường đồng mức tạo thành hình chữ V trên bản đồ, hướng lên trên. Bằng cách đếm số lượng dòng đi qua một đoạn nhất định của luồng, nhân số này với khoảng đường viền và chia con số đó cho độ dài của phân đoạn luồng, người ta có được xấp xỉ với độ dốc của luồng.
Bởi vì độ dốc của luồng được cung cấp theo cách thông thường tính bằng feet trên 1000 feet, sau đó người ta sẽ đo lượng phân đoạn luồng tăng lên và độ dài của đoạn luồng tính bằng feet, sau đó nhân với độ dốc của mỗi bậc bằng 1000. Ví dụ: nếu đo một dặm tỷ lệ dọc theo chiều dài luồng và đếm ba đường đồng mức giao nhau trên bản đồ với các đường viền mười feet, độ dốc xấp xỉ 5,7 feet trên 1000 feet, độ dốc khá dốc.